# Nuoto in acque libere ai campionati mondiali di nuoto 2022 - 25 km maschili
La gara dei 25 km in acque libere maschile dei campionati mondiali di nuoto 2022 è stata disputata il 30 giugno 2022 nelle acque del lago Lupa di Budakalász a partire dalle ore 07:00. Vi hanno preso parte 25 atleti provenienti da 17 nazioni.
La competizione è stata vinta dal nuotatore italiano Dario Verani, mentre l'argento e il bronzo sono andati rispettivamente al francese Axel Reymond e all'ungherese Péter Gálicz.

## Risultati
| Pos.    | Atleta                | Nazionalità        | Tempo     |
| ------- | --------------------- | ------------------ | --------- |
| Oro     | Dario Verani          | Italia             | 5h02'21"5 |
| Argento | Axel Reymond          | Francia            | 5h02'22"7 |
| Bronzo  | Péter Gálicz          | Ungheria           | 5h02'35"4 |
| 4       | Marcel Schouten       | Paesi Bassi        | 5h02'46"7 |
| 5       | Kyle Lee              | Australia          | 5h02'48"5 |
| 6       | Lars Bottelier        | Paesi Bassi        | 5h02'51"6 |
| 7       | Matteo Furlan         | Italia             | 5h02'53"8 |
| 8       | Ákos Kalmár           | Ungheria           | 5h03'52"1 |
| 9       | Cho Cheng-chi         | Taipei cinese      | 5h04'18"7 |
| 10      | Alberto Martínez      | Spagna             | 5h04'22"5 |
| 11      | Andreas Waschburger   | Germania           | 5h04'47"8 |
| 12      | Simon Lamar           | Stati Uniti        | 5h06'15"3 |
| 13      | Ben Langner           | Germania           | 5h06'19"1 |
| 14      | Taishin Minamide      | Giappone           | 5h09'26"1 |
| 15      | Asterios Daldogiannis | Grecia             | 5h09'26"3 |
| 16      | Bailey Armstrong      | Australia          | 5h09'40"3 |
| 17      | Evgenij Pop Acev      | Macedonia del Nord | 5h13'52"8 |
| 18      | Zhang Jinhou          | Cina               | 5h14'04"7 |
| 19      | Sacha Velly           | Francia            | 5h20'42"3 |
| 20      | Vitaliy Khudyakov     | Kazakistan         | 5h23'10"4 |
| -       | Franco Cassini        | Argentina          | dnf       |
| -       | Elliot Sodemann       | Svezia             | dnf       |
| -       | Joey Tepper           | Stati Uniti        | dnf       |
| -       | Bruce Almeida         | Brasile            | dnf       |
| -       | Maximiliano Paccot    | Uruguay            | dnf       |
| -       | Daniel Delgadillo     | Messico            | dns       |